# İdris Süleymanov
İdris Həsən oğlu Süleymanov (ur. 30 stycznia?/12 lutego 1915 w Goranboy, zm. 29 lipca 1986 w Baku) – radziecki wojskowy, lejtnant, Bohater Związku Radzieckiego (1942).

## Życiorys
Urodził się w azerskiej rodzinie chłopskiej. Skończył 10 klas, pracował jako sekretarz sądu ludowego, w latach 1936-1939 i ponownie od lipca 1941 służył w Armii Czerwonej. W 1939 ukończył kursy doskonalenia kadry dowódczej rezerwy, od lipca 1941 uczestniczył w wojnie z Niemcami, był dowódcą 1. plutonu piechoty 1. samodzielnego batalionu piechoty 43 Samodzielnej Brygady Piechoty Frontu Północno-Kaukaskiego w stopniu młodszego porucznika, w listopadzie 1942 wyróżnił się w walkach w rejonie mozdockim; został wówczas ranny. W 1946 został zwolniony do rezerwy w stopniu lejtnanta, później przeniesiony w stanu spoczynku. Pracował w rejonowym oddziale ubezpieczeń społecznych w Azerbejdżańskiej SRR.

## Odznaczenia
- Złota Gwiazda Bohatera Związku Radzieckiego (13 grudnia 1942)[1]
- Order Lenina
- Order Wojny Ojczyźnianej I klasy

I medale.